# Therapeutische diagnose
Een therapeutische diagnose (Lat: diagnosis ex iuvantibus) is een manier om een diagnose te stellen door het geven van een proefbehandeling. Indien het middel effectief blijkt dan krijgt men een aanwijzing, soms zelfs vrijwel zekerheid, wat de oorzaak van de ziekte was. Is dit niet zo, dan moet men verder zoeken.